# エア・チャタム
エア・チャタム (Air Chathams) は、ニュージーランドのチャタム諸島を本拠地としているコミューター航空会社である。エア・チャタムは1984年に設立され、チャタム諸島とニュージーランドの北島および南島との間の旅客輸送を担っている。チャーター便も同様である。主な本拠地はチャタム諸島のtuuta空港およびハブ空港としてのウェリントン国際空港である。

## コードデータ
- IATA航空会社コード：CV
- ICAO航空会社コード：CVA
- コールサイン：Chatham

## 航空路

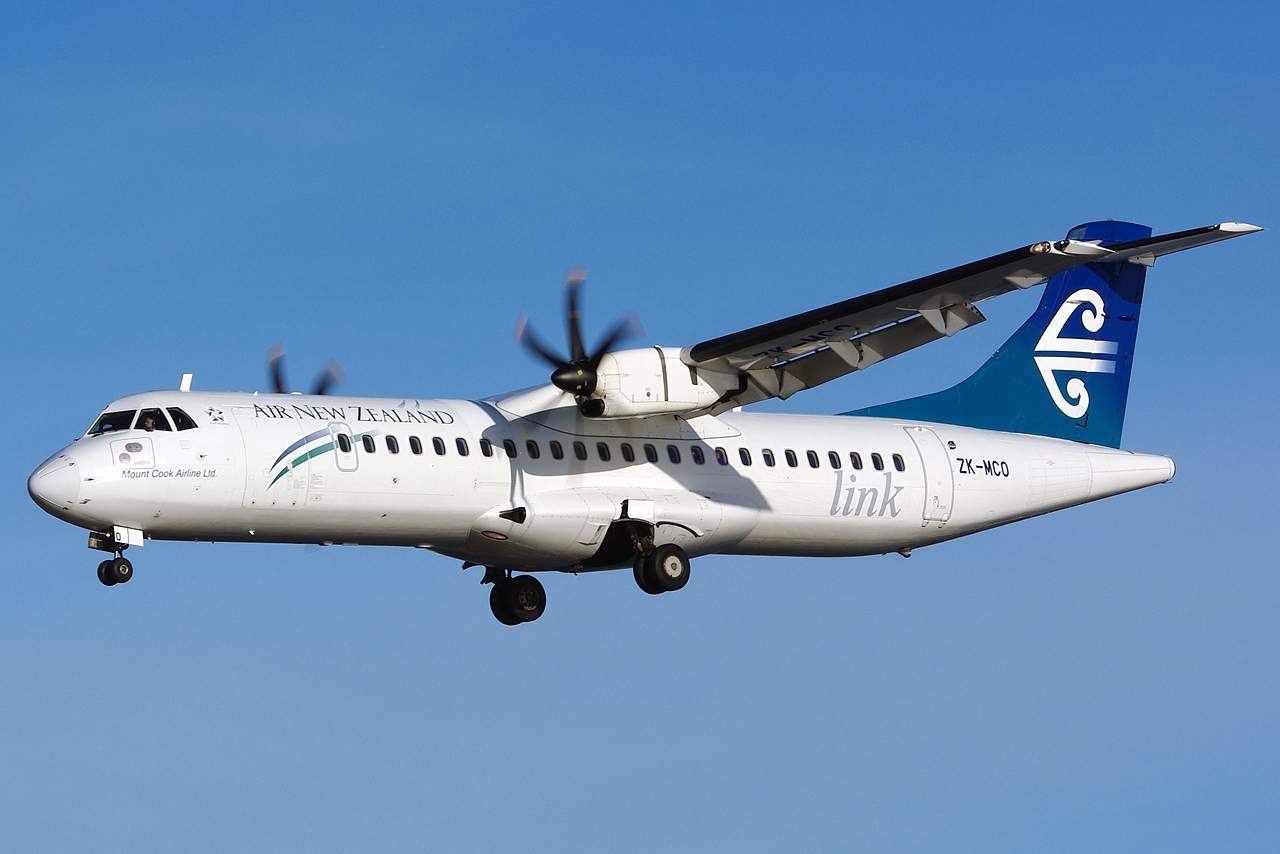
ATR 72-500

- 旅客輸送はエア・フィジーに代わり座席数50席のコンベア580を一機使用してフィジーのスバ、ナンディ、ツバルのフナフティの間でも行われている。

## 機材

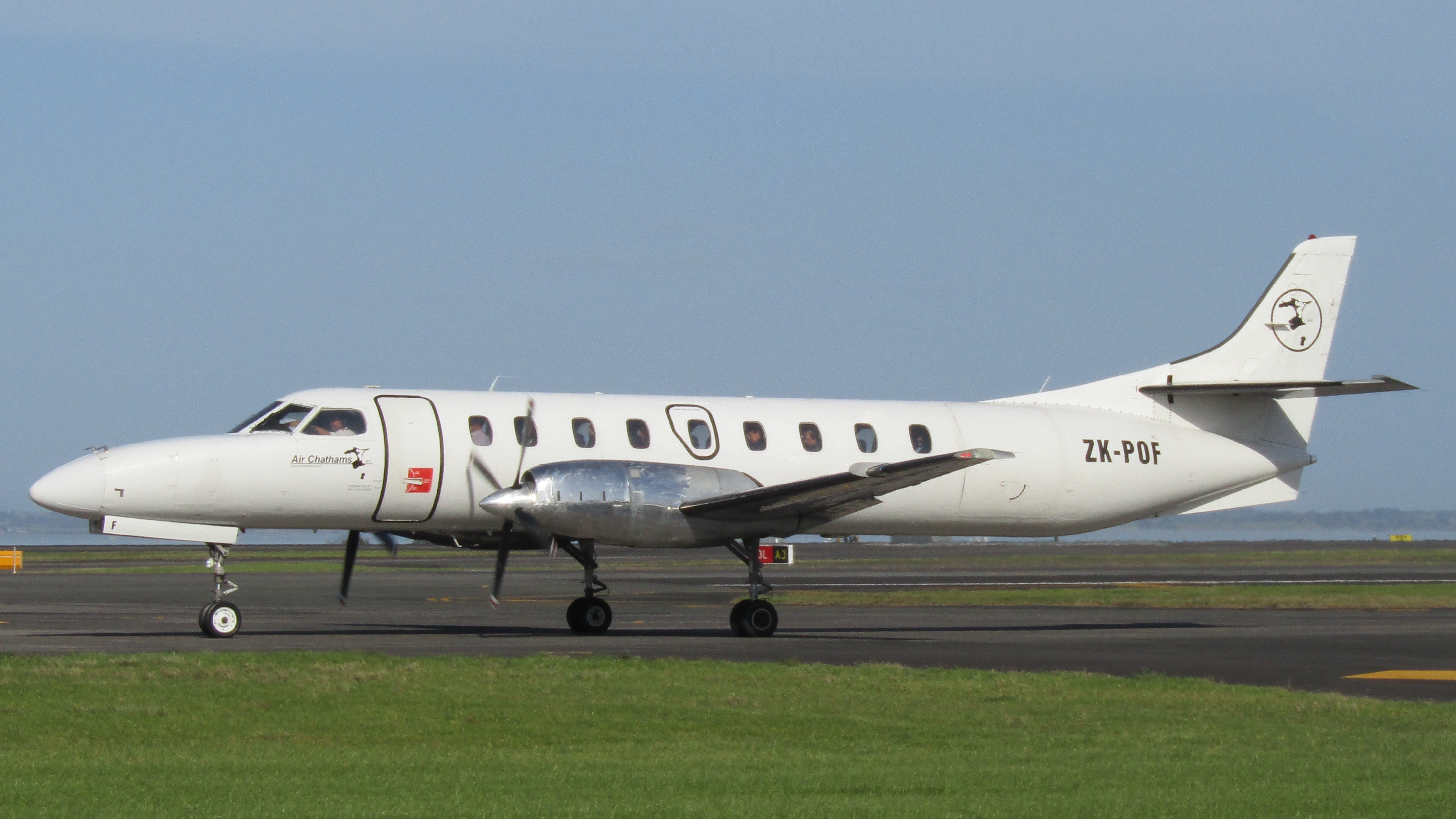
フェアチャイルド メトロIII

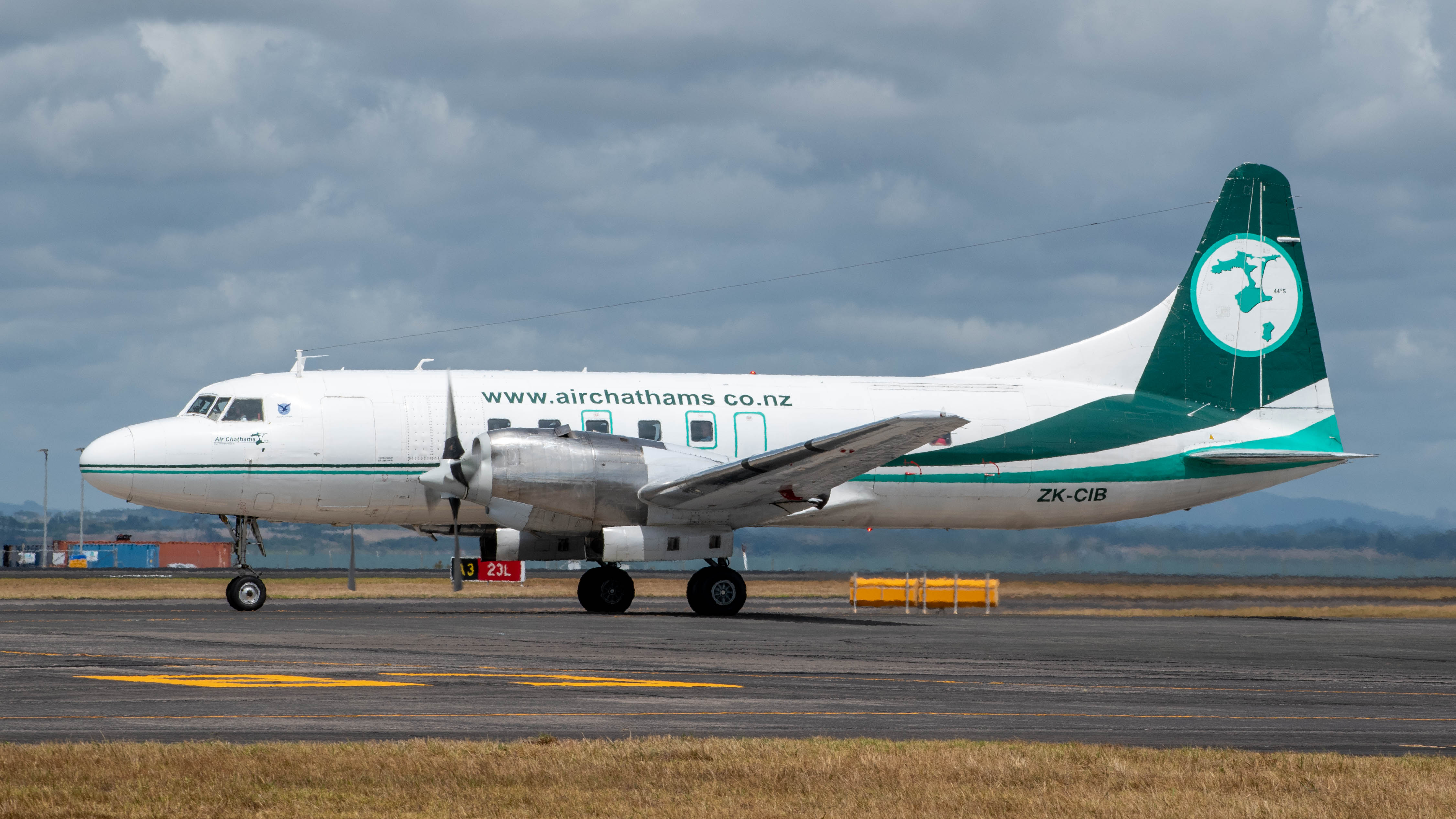
コンベア580

エア・チャタムは以下の航空機を使用している（2006年8月時点）。
- コンベア580（4機）
- フェアチャイルド メトロIII（1機）
- セスナ 206